# Brigade Princesse Irène

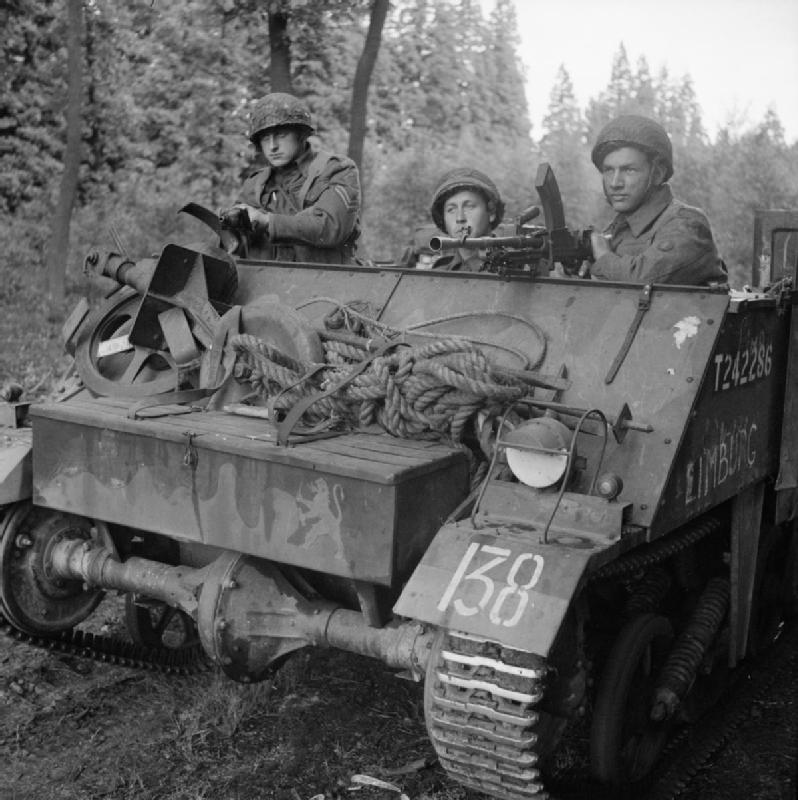
Un Loyd Carrier de la brigade Princesse Irène en septembre 1944.

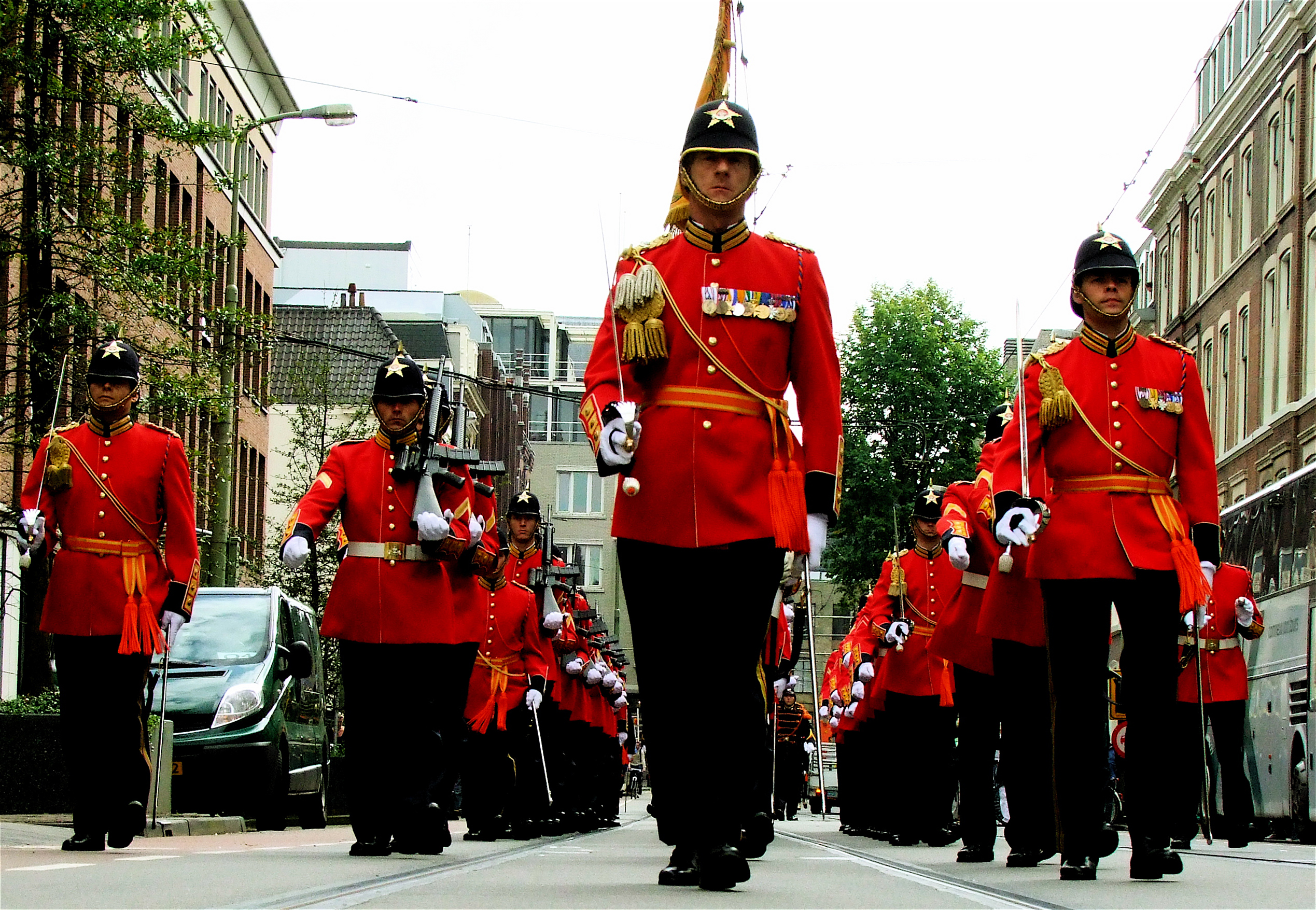
Hommage rendu en 2008.

La brigade royale Princesse Irène était une brigade néerlandaise sous les ordres du lieutenant-colonel Ruyter von Steveninck (nl) constituée en Grande-Bretagne le 11 février 1941 après l'occupation allemande des Pays-Bas en 1940 et qui combattit auprès des Alliés lors de la Seconde Guerre mondiale. Elle est nommée d'après la princesse Irène des Pays-Bas.
Elle participa à la bataille de Normandie en 1944, incorporée à la 6e division aéroportée britannique (6th Airborne). Débarquée début le 7 août 1944 à Arromanches avec un effectif de 1 205 hommes, elle participa à la libération de la Côte Fleurie du Pays d'Auge lors de l'opération Paddle. Elle libère Pont-Audemer le 28 août et 4 jours plus tard est sur la Seine. 
La brigade Princesse Irène combattra ensuite à partir de septembre 1944 aux Pays-Bas jusqu'en avril-mai 1945.

## Devise

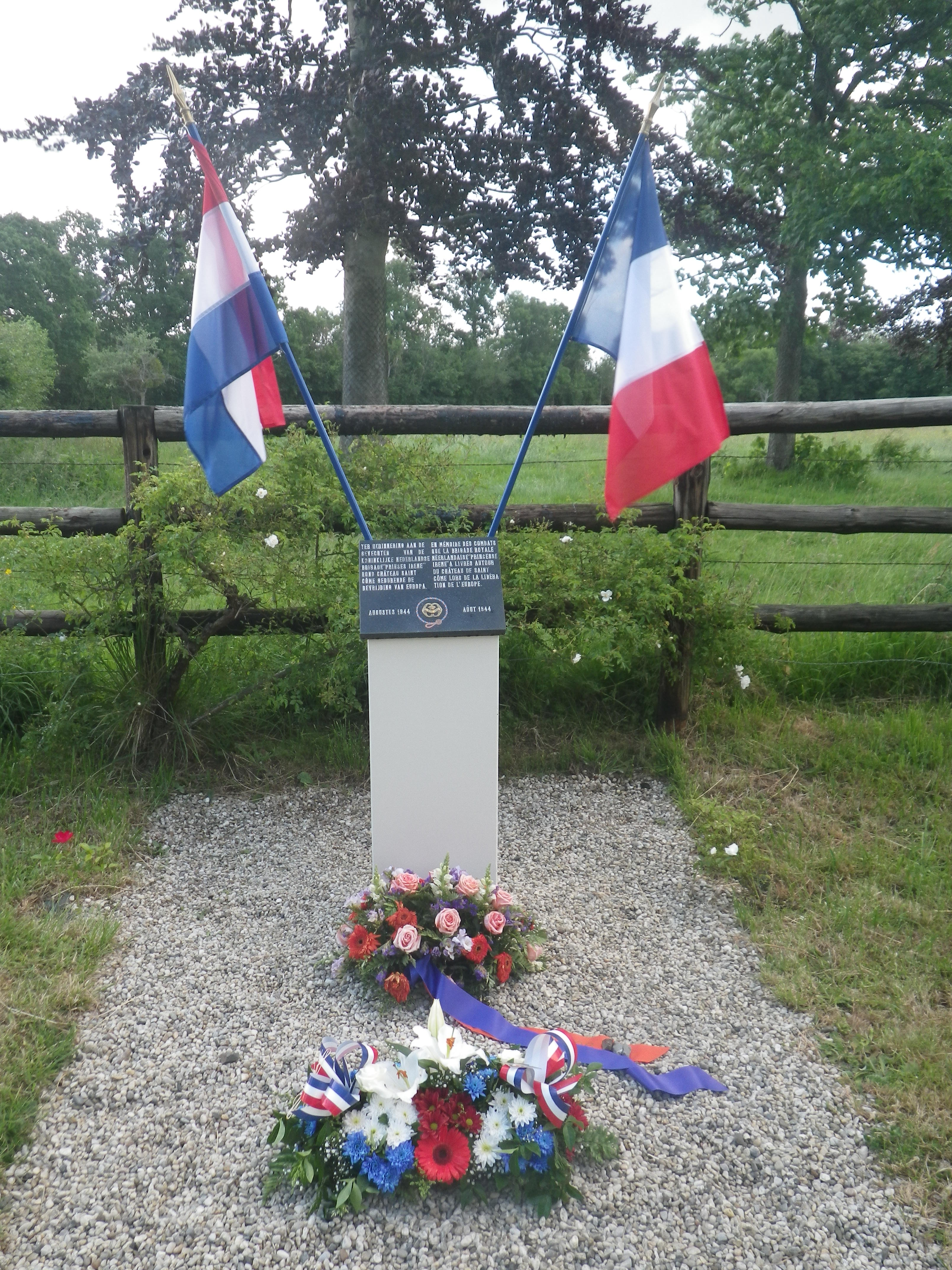
Stèle commérant les combats de la brigade à Bréville-les-Monts.

La devise "je maintiendrai" de la Brigade Royale Princesse Irène est rédigée en Français ; les 1 205 soldats de la Brigade, débarqués à Arromanches l'arborent sur la manche gauche.